# 린 콘웨이

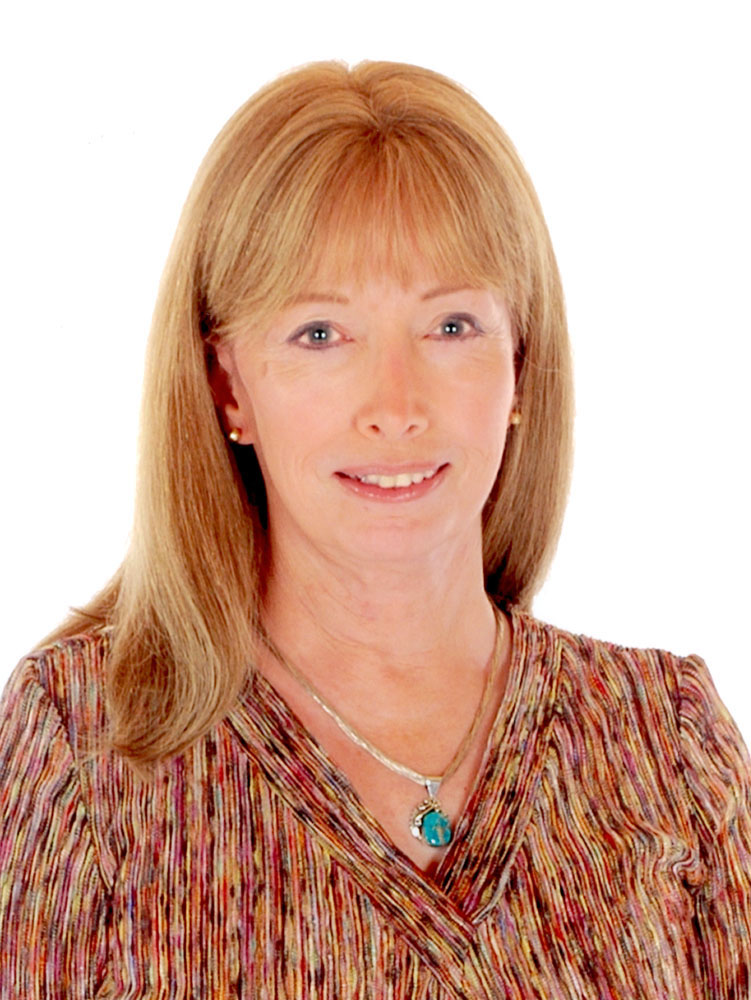
린 콘웨이

린 콘웨이(영어: Lynn Conway, 1938년 1월 2일~2024년 6월 9일)는 미국의 컴퓨터 과학자이다. VLSI 설계의 자동화 연구로 잘 알려져 있어 EDA 산업의 기반을 만들었다. 콘웨이는 1960년대에 IBM에서 일했으며 비순차적 명령어 처리로 알려진 기법의 기초가 되는 동적 명령 제어법을 발명했다.